# Klimawandelindex

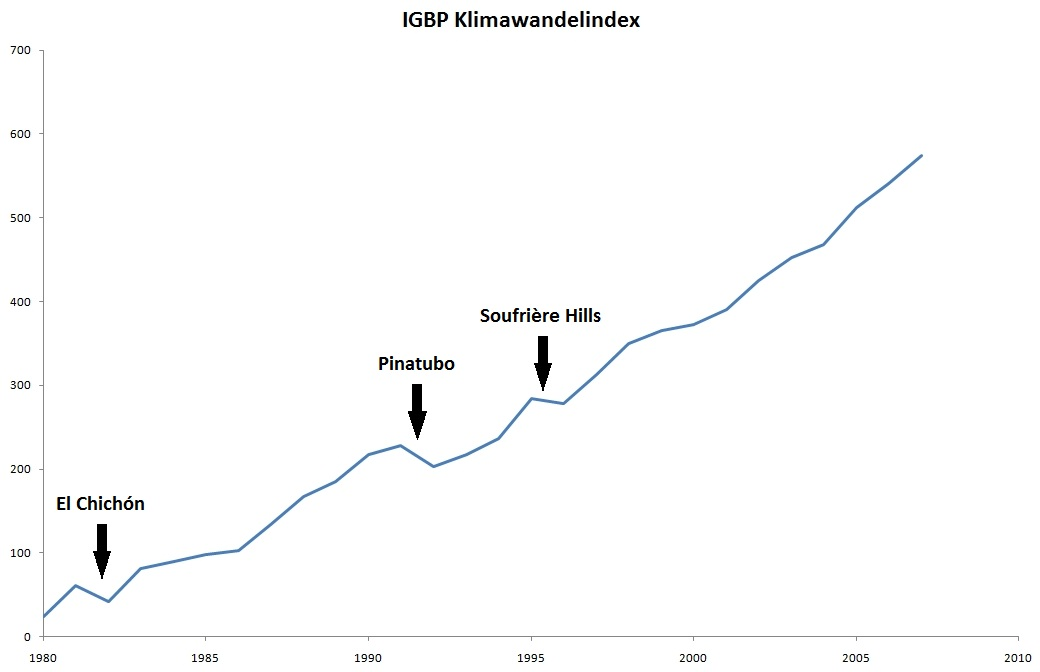
Der IGBP Klimawandelindex und Vulkanausbrüche

Der Klimawandelindex (IGBP Climate-Change Index) ist eine vom International Geosphere-Biosphere Programme (IGBP) bis 2011 jährlich errechnete Maßzahl, die die Änderung des globalen Klimas gegenüber dem Vorjahr charakterisiert. Er wurde im Dezember 2009 vom IGBP in Kopenhagen vorgestellt.
Der Index fasst in gleicher Gewichtung verschiedene Erscheinungen zusammen, die in ihrer Gesamtheit ein relativ stabiles Bild vom Verlauf des Klimawandels ergeben. Dabei handelt es sich um die gemessenen Größen von Kohlendioxidgehalt der Erdatmosphäre, mittlerer Temperatur der Erde, Höhe des Meeresspiegels und Seeeisbedeckung (sommerliches Minimum in der Arktis).
Jeder Parameter wird auf einen Bereich von −100 bis +100 normiert, wobei der Wert 0 bedeutet, dass keine Änderung feststellbar ist.
Einzeln betrachtet unterliegen alle diese Parameter starken natürlichen, kurzzeitigen Schwankungen. Durch Verwendung des Klimawandelindexes werden jährliche Schwankungen einzelner Parameter jedoch stark geglättet und die Anwendung eines zusätzlich glättenden statistischen Werkzeugs wie beispielsweise des gleitenden Mittelwerts nicht nötig.
Der Index wurde nach dem 2013 veröffentlichten Wert des Jahres 2011 nicht mehr aktualisiert, das IGBP stellte Ende 2015 seine Tätigkeit ein.

## Indexwerte bisher
| Jahr | Index | Kumulativer Index |
| ---- | ----- | ----------------- |
| 1980 | 28    | 28                |
| 1981 | 49    | 77                |
| 1982 | −21   | 56                |
| 1983 | 44    | 100               |
| 1984 | 4     | 104               |
| 1985 | −6    | 98                |
| 1986 | 9     | 107               |
| 1987 | 26    | 133               |
| 1988 | 34    | 167               |
| 1989 | 19    | 186               |
| 1990 | 33    | 219               |
| 1991 | 12    | 230               |
| 1992 | −18   | 212               |
| 1993 | 12    | 225               |
| 1994 | 21    | 246               |
| 1995 | 52    | 298               |
| 1996 | −10   | 288               |
| 1997 | 37    | 325               |
| 1998 | 50    | 375               |
| 1999 | 3     | 378               |
| 2000 | 13    | 391               |
| 2001 | 26    | 417               |
| 2002 | 42    | 459               |
| 2003 | 23    | 482               |
| 2004 | 18    | 500               |
| 2005 | 45    | 545               |
| 2006 | 10    | 555               |
| 2007 | 42    | 596               |
| 2008 | 6     | 602               |
| 2009 | 24    | 626               |
| 2010 | 37    | 663               |
| 2011 | 10    | 672               |

Die Jahre der Indexrückgänge lassen sich bisher mit Vulkanausbrüchen korrelieren: 1982 El Chichón, 1991 Pinatubo und 1995–97 Soufrière Hills.